# Lussas-et-Nontronneau
 Lussas-et-Nontronneau  (en occitano Luçac e Nontroneu) es una población y comuna francesa, situada en la región de Aquitania, departamento de Dordoña, en el distrito de Nontron y cantón de Nontron.

## Demografía
| 461 | 364 | 370 | 359 | 363 | 371 |
| Para los censos de 1962 a 1999 la población legal corresponde a la población sin duplicidades (Fuente: INSEE [Consultar]) |     |     |     |     |     |